# 村上力
村上 力(むらかみ ちから、1968年2月7日 - )は、日本の実業家。ハートブレインアンドコンサルティング株式会社代表取締役。千葉県出身。

## 経歴
東海大学法学部卒。英国国立ウェールズ大学経営大学院MBA経営学修士修了。新日本証券(現新光証券)を経て、エートス・キャピタルマネジメント代表取締役社長に就任。同社退社後、株式会社日本未公開企業研究所主席研究員、米国大手プライベート・エクイティ・ファンドのジェネラルパートナーであるウエストスフィア・パシフィック社東京事務所ゼネラルマネージャーを経て、ハートアンドブレインコンサルティング株式会社を創業。

## 著書
- ヒトを動かす!課長力トレーニング ISBN 4813230636 監修
- 部下の「本気」に火をつけなさい! ISBN 4479792325
- ビジネスで勝ち続ける男の思考法 ISBN 4862800629
- ご機嫌力で仕事がもっとうまくいく ISBN 4845421100
- サーバント リーダーシップ論 高橋佳哉との共著 ISBN 4796639349
- 人事報酬マネジメント 年俸制を超える新システム ISBN 4833416409高橋佳哉との共著
- ビジネスは人なり投資は価値なり  ウォーレン・バフェット著 高橋佳哉 村上力訳ISBN 4893465902
- 人を動かす お金を動かす 仕掛けの時代  ISBN 489346616X
- ベンチャー症候群 高橋佳哉との共著 ISBN 4893465325
- ストックオプション 実務ハンドブック  平田幸一郎との共著 ISBN 4502766348